# رحمة المودن
رحمة المودن (مواليد 1959)، هي سيدة أعمال هولندية من أصول مغربية. في عام 1999 اختارها الاتحاد الأوروبي لصاحبات الأعمال كسيدة أعمال هولندية للسنة.
رحمة المودن من مواليد مدينة طنجة شمال المغرب عام 1959 وهي ابنة إمام مسجد الذي هاجر إلى جبل طارق بحثا عن العمل، وفي عامها السادس عشر هاجرت رحمة إلى هولندا مع زوجها، بدأت حياتها العملية عام 1977 كعاملة نظافة في شركة الكهرباء لبلدية أمستردام، وبعدها قامت بتأسيس شركة للنظافة وبعد أن كبرت الشركة وأسست لها فروع في المدن الكبيرة الهولندية كأمسترام وروتردام ولاهاي، أصبحت اليوم من أكبر شركات النظافة في هولندا.
في عام 2018 نقلت السيدة المؤذن الشركة إلى ابنتها أميمة المودن

## من مؤلفاتها
كتاب: «الطريق إلى حريتي» (سيرتها الذاتية نشرت عام 2019).

## الجوائز
- 1999: جائزة سيدة الأعمال الأوروبية للعام 1999.
- وسام فارس من الحكومة الهولندية، وجائزة أفضل سيدة بالإضافة إلى أفضل امرأة عاملة في أوروبا.[2]

## وصلات خارجية
- (فيديو): لقاء رحمة المودن مع التلفزيون الألماني بالعربي DW
- رحمة المودن.. قصة مهاجرة مغربية من عاملة نظافة إلى مليونيرة في هولندا